# Lennart Ribbing (lagman)
Lennart Ribbing, född 1631, död 15 augusti 1697, var en svensk lagman. Han var svärfar till Lennart Ribbing.
Ribbing var guvernör på Gotland 1668, kommendant i Göteborg 1677 och 1678 samt åter guvernör på Gotland 1680. Han blev lagman i Kalmar läns lagsaga 1686 och innehade den tjänsten intill sin död 1697.. 
Innehavare av Harlinge i Bettna socken och Ribbingsnäs i Barkeryds socken.